# Девос, Бетси
Элизабет «Бетси» Девос (англ. Elisabeth "Betsy" DeVos, урождённая Элизабет Принс; род. 8 января 1958) — американский политический и государственный деятель, миллиардер, филантроп и образовательная активистка. С 7 февраля 2017 по 8 января 2021 года — министр образования США.
Является невесткой основателя компании Amway Ричарда Девоса.

## Биография

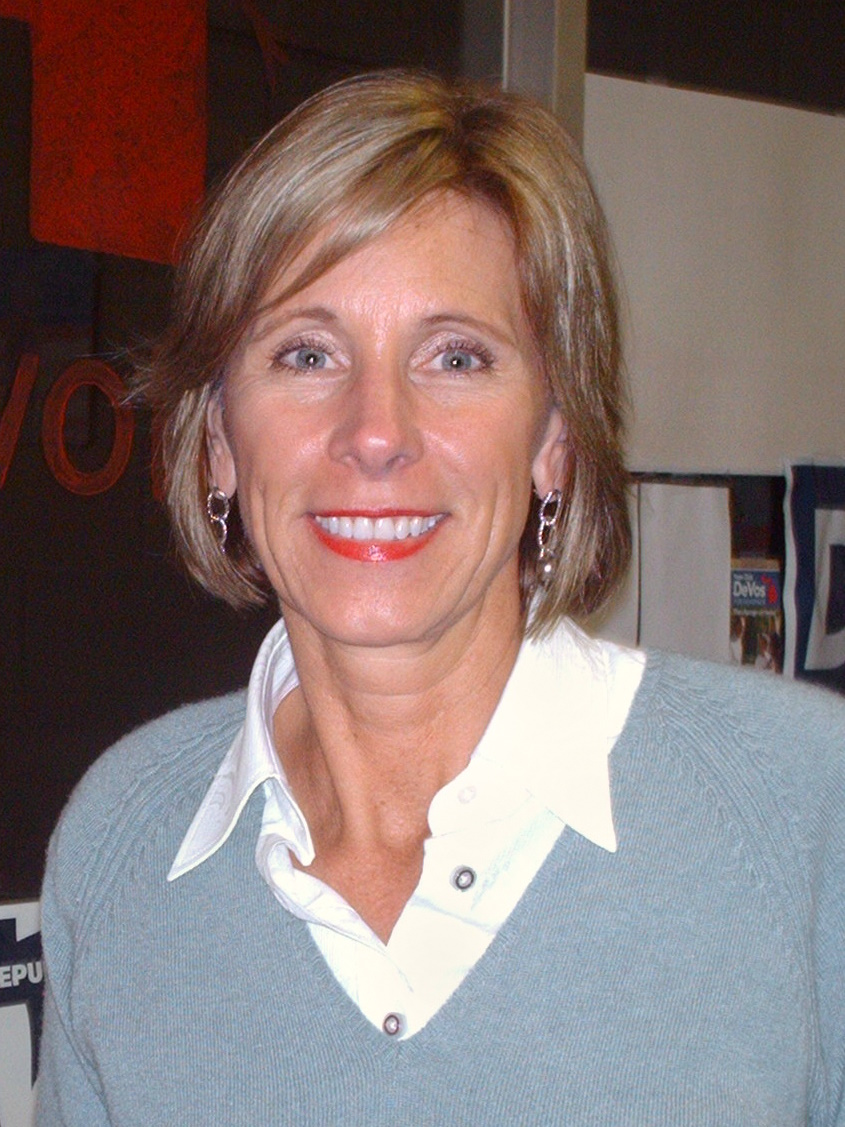
Девос в 2005

Родилась и выросла в городке Холланд (западный Мичиган). Дочь миллиардера Эдгара Принса — основателя компании Prince Corporation, занятой производством автомобильных запасных частей. После его смерти компания Johnson Controls приобрела этот бизнес в 1996 году за 1,35 млрд долларов. С 1992 по 1997 год Бетси Девос представляла в Национальном комитете Республиканской партии Мичиган, с 1996 по 2000 год и с 2003 по 2005 год возглавляла отделение партии в родном штате. Замужем за Ричардом Девосом-младшим, совладельцем холдинговой компании Alticor и спортивной команды Орландо Мэджик (в 2006 году он выставил свою кандидатуру на губернаторских выборах в Мичигане, потратил на предвыборную кампанию больше средств, чем кто-либо ещё в истории штата, но проиграл выборы). Вместе с мужем Бетси Девос основала инвестиционную компанию Windquest Group и возглавила в ней совет директоров.
23 ноября 2016 года было объявлено, что Девос станет министром образования в администрации избранного президента США Дональда Трампа.
В ходе предварительных слушаний в профильном комитете Сената США 18 января 2017 года Девос подтвердила свою приверженность идеям организации школьного образования на основе сети субсидируемых школ, финансируемых государством, но управляемых независимыми организациями, а также использования ваучеров на школьное образование (по оценке 2012 года обучение одного школьника в течение года стоило государству в среднем 10 615 долларов, и «ваучерный» подход к финансированию предполагает выделение этой суммы из госбюджета родителям ученика и предоставление им права выбрать по своему желанию учебное заведение для своего ребёнка).
7 февраля 2017 года утверждена в должности Сенатом 51 голосом против 50 (поскольку голоса сенаторов распредилились поровну, решающий голос принадлежал вице-президенту Майку Пенсу).
8 января 2021 года ушла в отставку в знак протеста против захвата Капитолия 6 января сторонниками президента Трампа, не признающими официальные результаты президентских выборов.

## Семья
Родной брат Бетси Девос — Эрик Принс — является одним из основателей и бывшим CEO частной военной компании Blackwater, заслужившей неоднозначную репутацию в связи с её участием в Иракской войне.